# Nazionale femminile di hockey su pista dell'Inghilterra
La nazionale di hockey su pista femminile dell'Inghilterra è la selezione femminile di hockey su pista che rappresenta l'Inghilterra in ambito internazionale.

Opera sotto la giurisdizione della Federazione di pattinaggio dell'Inghilterra.